# Bep Binkhorst
Elizabeth (Bep) Binkhorst-Vroomans (Rotterdam, 29 juli 1916 – ) was een Nederlandse naaister en verzetsstrijder tijdens de Tweede Wereldoorlog. Zij ontving de onderscheiding Rechtvaardige onder de Volkeren van Yad Vashem.

## Verzetswerk
Bep Binkhorst woonde met haar man Aad in Rotterdam. Ze werkte als naaister, en onder haar klanten was de Joodse familie De Hartog: de heer en mevrouw De Hartog, hun twee zonen, drie dochters en hun grootvader. Toen er in de zomer van 1942 steeds meer razzia's en deportaties waren, slaagde de heer De Hartog erin voor zijn gezin een Sperr-stempel te krijgen wegens zijn positie als beheerder van de lokale Joodse begraafplaats. Na lang aandringen stemden zij ermee in onder te duiken en trokken in bij de Binkhorsts. Ze werden echter verraden en in februari 1944 overvielen de Duitsers het huis. Bep werd gearresteerd en gedeporteerd naar Ravensbrück. In oktober 1944 werd zij overgeplaatst naar het Agfacommando, een buitencommando van concentratiekamp Dachau. Ze overleefde de oorlog en keerde in mei 1945 terug in Nederland.
Jitschak de Hartog, een van de zonen, had zich op zolder verstopt toen de Duitsers kwamen en slaagde erin te ontsnappen. Hij waarschuwde Aad dat hij niet naar huis moest komen. Aad regelde daarop nieuwe, aparte onderduikadressen voor het gezin De Hartog. Jitschak had aan het eind van de oorlog op twaalf verschillende onderduikadressen gezeten, waarvan er veel door Aad waren geregeld.
Terwijl Bep in het kamp zat, bleef Aad betrokken bij verzetswerk in Rotterdam. De ouders van Bep hadden intussen een baby in hun huis verborgen en ook zij werden verraden. De baby werd weggehaald en Beps vader werd naar een werkkamp gestuurd. Hij overleefde de oorlog, maar stierf een jaar na de bevrijding. Alle leden van het gezin De Hartog overleefden de oorlog, en bleven nadien contact met de Binkhorsts houden.

## Onderscheiding
Voor hun hulp aan familie De Hartog kregen Aad en Bep Binkhorst op 23 maart 1965 van Yad Vashem de onderscheiding Rechtvaardige onder de Volkeren.